# Awner-Chai Schaki

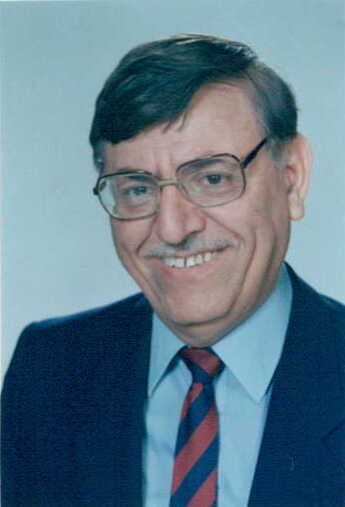
Awner-Chai Schaki

Awner-Chai Schaki (hebräisch אַבְנֵר-חַי  שאקי, * 5. Februar 1926 in Safed, Völkerbundsmandat für Palästina; † 28. Mai 2005) war ein israelischer Minister und Politiker.

## Leben
Schaki studierte Rechtswissenschaften und erwarb einen Abschluss als Ph.D. an der hebräischen Universität Jerusalem. Anschließend arbeitete er als Lektor in den Universitäten in Kanada und USA. Am 16. Juli 1970 wurde er – im Nachrückverfahren als Ersatz für Chaim-Mosche Schapira –  Knessetabgeordneter der nationalreligiösen Partei. Am 1. September 1970 wurde er zum stellvertretenden Bildungsminister ernannt. Er verließ das Kabinett am 17. Juli 1972, am 22. Mai 1973 verließ er die nationalreligiöse Partei und wechselte zu den parteilosen Abgeordneten, und verblieb  Knessetabgeordneter bis zu den Wahlen 1973. Anschließend kehrte er zur nationalreligiösen Partei zurück und wurde 1984 in die Knesset wiedergewählt. Schaki wurde im Jahre 1988 wiedergewählt und im Dezember desselben Jahres zum Minister für Jerusalemer Angelegenheiten (auch Jerusalem Affairs Minister of Israel) ernannt. 1990 wurde er zum  Religionsminister ernannt und übte dieses Amt bis zu den Wahlen 1992 aus. Er wurde 1992 und letztmals im Jahre 1996, wiedergewählt, bekleidete dann aber kein Amt mehr.